# ワニのライル、動物園をにげだす
『ワニのライル、動物園をにげだす』（原題：Lyle, Lyle, Crocodile）は、1965年に出版されたバーナード・ウェーバーによる児童向けの本である:2。1962年に出版された『ワニのライルがやってきた』の続編にあたる。
この本は、都会で暮らすワニのライルが、ヴィクトリアン様式の高級住宅に住むプリム一家と暮らす様子を描いた作品である『ワニのライルのおはなし』シリーズの2番目にあたる。

## あらすじ
ライルとプリム夫人が買い物に出かけた先で、隣人のグランプスさんに出くわすところから物語が始まる。不機嫌なグランプスさんはライルが自分の飼い猫であるロレッタを怖がらせるので、彼を厄介者だと思い、動物園に放り込むように仕向ける。動物園に送られたライルは、昔の演奏仲間のヘクター・バレンティによって助け出され、88丁目の家に戻ると、グランプスさんの家が燃えているのを発見する。ライルはグランプスさんとロレッタを助けたことで英雄と称えられ、プリム家に滞在することを許され、グランプスさんとロレッタに温かく迎えられる。

## 映像化
1987年11月18日にHBOにおいて『ワニのライル、動物園をにげだす』をミュージカルとしてアニメ化した作品が放送された。この作品は『HBOストーリーブック・ミュージカル』というテレビスペシャルの中の一つとして放送された。
2022年10月7日に映画『シング・フォー・ミー、ライル』がソニー・ピクチャーズによって公開され、ジョシュ・ゴードン、ウィル・スペックが監督を務めた。この映画はアニメのスペシャル版と同様にミュージカル仕立てになっており、エグゼクティブ・プロデューサーを務めたパセク&ポールの音楽クリエイターチームがこの映画のために書き下ろしたオリジナル曲で構成されている。また、カナダ出身の歌手ショーン・メンデスが、喋れないが歌うことができるライルの声を担当した。